# Primera impresión
En psicología, una primera impresión es el momento en que una persona se encuentra con otra y forma un concepto de esa persona. La precisión de esa impresión varía según el observador y el objetivo (persona, objeto, escena, etc.) que se observe.
Las primeras impresiones suelen basarse en una amplia gama de características: edad, raza, cultura, idioma, género, apariencia física, acento, postura, voz, número de personas presentes y tiempo permitido para procesar. Las primeras impresiones que los individuos dan a otros podrían influir enormemente en la forma en que son tratados y vistos en muchos contextos de la vida cotidiana.

## Velocidad y precisión
Solo toma una décima de segundo la acción de juzgar a alguien y dar una primera impresión. Ciertas investigaciones encuentran que cuanto más tiempo se toman los participantes para formar la impresión, más confianza tienen en las impresiones que recolectan. Las personas no solo son rápidas para formar las primeras impresiones, sino que también son bastante precisas cuando el objetivo se presenta a sí mismo de manera genuina. Generalmente no hay mucha precisión para percibir emociones fingidas o para detectar mentiras. 
La velocidad a la que se detectan las diferentes cualidades en las primeras impresiones puede estar vinculada a lo que ha sido importante para la supervivencia desde una perspectiva evolutiva. Por ejemplo, la confiabilidad y el atractivo fueron los dos rasgos que se detectaron y evaluaron más rápidamente en un estudio de rostros humanos. Las personas son bastante buenas para evaluar los rasgos de personalidad de los demás en general, pero parece haber una diferencia en los juicios de primera impresión entre adultos mayores y jóvenes. Los adultos mayores consideraron que las fotos de los adultos jóvenes son más saludables, más confiables y menos hostiles, pero más agresivas, que los adultos más jóvenes hicieron de las mismas fotos. Los adultos mayores pueden tener una menor respuesta a las señales negativas debido a una velocidad de procesamiento más lenta, lo que hace que vean las características faciales en los adultos jóvenes como más positivas que los adultos más jóvenes.

## Número de observadores
Las primeras impresiones se ven afectadas independientemente si la persona en cuestión está sola o con cualquier número de personas. Las experiencias conjuntas se procesan más globalmente (ver precedencia global), como en las culturas colectivistas. El procesamiento global enfatiza más las primeras impresiones porque la primera impresión colectiva tiende a permanecer estable en el tiempo. Las experiencias individuales tienden a facilitar el procesamiento local, lo que hace que el espectador tenga una visión más crítica del objetivo. Por lo tanto, es más probable que los individuos tengan primeras impresiones negativas que los grupos de dos o más espectadores del mismo objetivo. Al mismo tiempo, es más probable que los individuos experimenten una tendencia ascendente en el transcurso de una serie de impresiones.
Al ver obras de arte en un experimento, los participantes en un contexto individual calificaron el arte en una secuencia de mejora significativamente más alta que cuando los objetivos se presentan en una secuencia en declive. Al ver el arte en un contexto conjunto, los participantes evaluaron la primera y la última pieza de manera similar en ambos tipos de secuencia. Basta con preparar a los espectadores para que se sientan como si estuvieran en contextos individuales o conjuntos o para que los procesen analíticamente o de forma holística fue suficiente para producir los mismos efectos de visualización.

## Influencias culturales

### Individualismo contra colectivismo
Similar al número de espectadores presentes, el colectivismo contra el individualismo puede influir en la formación de impresiones. Los colectivistas se sienten cómodos siempre que sus impresiones estén en gran medida alineadas con las impresiones del grupo más grande. Cuando un colectivista quiere cambiar su impresión, puede verse obligado a cambiar las opiniones de todos los miembros del grupo. Sin embargo, esto podría ser un desafío para los colectivistas, que tienden a ser menos conflictivos que los individualistas. Los individualistas están dispuestos a cambiar sus propios puntos de vista a voluntad y generalmente se sienten más cómodos con la incertidumbre, lo que los hace naturalmente más dispuestos a cambiar sus impresiones.

### El habla y sus acentos
Los acentos y patrones de habla pueden influir en la forma en que las personas perciben a quienes le hablan. Por ejemplo, al entrevistar hipotéticamente a un solicitante con un acento del medio oeste de los EE.UU., un acento colombiano o un acento francés, los participantes del medio oeste de los EE. UU. evaluaron el acento de los EE. UU. como significativamente más positivo que el candidato con el acento francés debido a la similitud percibida con ellos mismos. Sin embargo, la evaluación del solicitante con acento colombiano no difirió significativamente de los otros dos. Las primeras impresiones pueden verse fuertemente influenciadas por una hipótesis de similitud-atracción donde otras se ponen inmediatamente en categorías "similares" o "disímiles" del espectador y se las juzga en consecuencia.

### Características físicas de la personalidad
Aunque las poblaciones de diferentes culturas pueden ser rápidas para ver a otros como diferentes, existen varias características de primeras impresiones que son universales en todas las culturas. Al comparar las impresiones de rasgos de rostros entre los estadounidenses y un pueblo aislado de Bolivia, hubo un acuerdo entre culturas al atribuir ciertas características físicas a rasgos descriptivos como el atractivo, la inteligencia, la salud y la calidez. Ambas culturas también muestran un fuerte halo de atractivo al formar impresiones, lo que significa que aquellas consideradas atractivas también fueron calificadas como más competentes, sociables, inteligentes y saludables.

## Apariencia física

### Rostros y características
La apariencia física da pistas claras sobre la personalidad de una persona sin que tenga que hablar o moverse. Las mujeres tienden a ser mejores que los hombres a juzgar el comportamiento no verbal. Después de ver imágenes de personas en una posición neutral y en una posición autoelegida, los observadores juzgaron con precisión los niveles de extraversión, estabilidad emocional, apertura, autoestima y religiosidad del objetivo. La impresión combinada de características físicas, postura corporal, expresión facial, y elección de ropa permite a los observadores formar imágenes precisas de la personalidad de un objetivo, siempre y cuando la persona observada se presente de manera genuina. Sin embargo, hay algunos datos contradictorios en este campo. Otra evidencia sugiere que las personas a veces confían demasiado en las señales de apariencia por sobre la información real. Cuando se les proporciona información descriptiva sobre un objetivo, los participantes aún dependen de las señales de apariencia física cuando se hacen juicios de valor sobre las personalidades y capacidades de los demás. Los participantes se esfuerzan por mirar las señales de apariencia física más allá de lo normal, incluso cuando conocen información contraria a su criterio inicial. Las señales físicas también se usan para emitir juicios de valor sobre candidatos políticos basados en exposiciones extremadamente breves a sus apariencias.
El efecto de "lo bello es bueno" es un fenómeno muy presente cuando se trata de primeras impresiones en otros. Las metas que son atractivas se califican más positivamente y poseen características más únicas que aquellas que no son atractivas. También se encuentra que la belleza es algo subjetivo, de modo que incluso los objetivos que no son universalmente atractivos pueden recibir el beneficio de este efecto si el observador se siente atraído por ellos.

### Cosmética y confección
El uso cosmético también es un indicio importante para la formación de impresiones, especialmente de las mujeres. Aquellos que usan maquillaje son vistos como significativamente más femeninos que aquellos que usan maquillaje moderado o sin maquillaje y aquellos que usan maquillaje moderado son vistos como más atractivos que aquellos que no usan maquillaje. Mientras que una mujer que no usa maquillaje es percibida como más moral que las otras dos condiciones, no hay diferencia entre las condiciones experimentales cuando se juzga la personalidad o el temperamento personal.

## Contextos específicos

### Internet
Los perfiles en línea y los canales de comunicación, como el correo electrónico, ofrecen menos pistas para obtener primeras impresiones que las interacciones en persona, lo que hace más difícil de entender. Cuando se pidió a los participantes de la investigación que evaluaran el atractivo facial y la ambición percibida de una persona basándose en un perfil de citas en línea, la cantidad de tiempo permitido para procesar y reportar una evaluación del objetivo produjo una diferencia en la formación de impresiones. Las evaluaciones espontáneas se basaron casi exclusivamente en el atractivo físico, mientras que las evaluaciones deliberadas pesaron ambos tipos de información. Si bien las evaluaciones deliberadas utilizaron la información proporcionada sobre el atractivo físico y la ambición de cada objetivo, el impacto particular de cada tipo de información parecía depender de la coherencia entre los dos. Se encontró un efecto significativo del atractivo en las evaluaciones deliberadas solo cuando la ambición percibida era consistente con el nivel percibido de atractivo. La consistencia encontrada en los perfiles pareció influir particularmente en las evaluaciones deliberadas.
En un estudio de impresiones en línea, los participantes que eran socialmente expresivos y revelaron mucho sobre ellos mismos tanto en sus páginas web como en persona fueron más agradecidos que aquellos que fueron menos abiertos. La expresividad social incluye vivacidad en la voz, la sonrisa, etc.

### Citas y sexualidad
Al ver fotografías de personas heterosexuales, homosexuales y bisexuales, los participantes identificaron correctamente a hombres y mujeres homosexuales frente a heterosexuales en los niveles de probabilidad superior basados únicamente en ver una imagen de su rostro; sin embargo, los objetivos bisexuales solo se identificaron al azar. Cuanto más tiempo se les permita a los participantes hacer un juicio de valor acerca de una persona, más pesará la información que vas más allá de la apariencia física. Las manipulaciones específicas incluyen identificar a los hombres como homosexuales frente a heterosexuales y a las personas como confiables o no.

### Profesional
Los comportamientos no verbales son particularmente importantes para formar primeras impresiones cuando se reúnen para hacer negocios. Específicamente, se enfatizan los componentes de la expresividad social, como sonreír, posición de la ceja, expresión emocional y contacto visual. Otras tácticas de manejo de impresiones en el mundo de los negocios incluyen investigar la organización y los entrevistadores de antemano, preparar preguntas específicas para el entrevistador, mostrar confianza y vestir adecuadamente.
Los datos recopilados de las entrevistas con médicos distinguen entre las primeras impresiones y la intuición; y contribuyen a comprender la aparición de corazonadas en el campo médico. Las corazonadas van más allá de las primeras impresiones: los médicos expresaron sentirse dudosos acerca de sus impresiones iniciales al recopilar más datos de sus pacientes. Los médicos más experimentados informaron más instancias de corazonadas que los menos experimentados, pero la calidad de la intuición se relacionó con la calidad de los comentarios recibidos durante el proceso de recolección de datos en general. El compromiso emocional mejoró el aprendizaje tal como lo hace en las primeras impresiones.

## Neurociencias
Las primeras impresiones se forman a los milisegundos de ver un objetivo. Cuando se forma intencionalmente una primera impresión, la codificación se basa en la corteza prefrontal. Las lecturas de los fMRIs de los participantes de la investigación muestran que el procesamiento de la información de diagnóstico (por ejemplo, las características distintivas) involucró a la corteza prefrontal más que el procesamiento de la información neutral.
Los participantes generalmente formaron impresiones más negativas de las caras que mostraron una emoción negativa en comparación con las caras neutrales. Los resultados sugieren que la corteza prefrontal y la amígdala cumplen en conjunto un papel importante en la formación de impresiones negativas. Cuando se forman impresiones inmediatas basadas en la emoción, el estímulo puede pasar por alto la neocorteza mediante el "secuestro de la amígdala".

### Familiaridad
La investigación indica que las personas son evaluadores eficientes cuando forman impresiones basadas en sesgos existentes. La corteza cingulada posterior, la amígdala y el tálamo clasifican la información relevante frente a la información irrelevante de acuerdo con estos sesgos. La corteza prefrontal también está involucrada en el proceso de formación de impresiones, especialmente con información descriptiva de la persona.
Los resultados de fMRIs muestran la activación de la corteza fusiforme, la corteza cingulada posterior y la amígdala cuando se les pide a los individuos que identifiquen caras previamente vistas que se codificaron como "amigos" o "enemigos". Además, el caudado y la corteza cingulada anterior están más activados cuando se miran las caras de "enemigos" frente a "amigos". Esta investigación sugiere que las primeras impresiones rápidas de hostilidad o apoyo de personas desconocidas pueden llevar a efectos a largo plazo en la memoria que luego se asociarán con esa persona.

### Alcohol e impresiones
El consumo de alcohol y la creencia de consumo influyen en la detección de emociones. Los participantes que pensaron que habían consumido una bebida alcohólica calificaron una expresión facial (aproximadamente el 3% de las expresiones faciales que vieron) más felices en cada clip en comparación con el grupo de control. Por lo tanto, la formación de impresiones puede verse afectada incluso por la percepción del consumo de alcohol.